# Радуцький Михайло Борисович
Михайло Борисович Радуцький (нар. 5 грудня 1968, Київ) — народний депутат України IX скликання, колишній президент клініки «Борис», український підприємець, позаштатний радник Президента України Володимира Зеленського до 30 березня 2024 року.

## Життєпис
Навчався у Київському вищому медичному училищі ім. П. І. Гаврося, де здобув спеціальність фельдшера швидкої допомоги, а також у Київському національному університеті фізичної культури та спорту за спеціальністю «Олімпійський та професійний спорт», де здобув кваліфікацію магістра з олімпійського та професійного спорту.
У 1987 р. працював фельдшером Київської станції швидкої медичної допомоги. У 1989—1993 рр. займав посаду заступника директора «Київконцерт». У 1993 р. започаткував власний бізнес у медичній сфері. У 1994—2004 рр. — комерційний директор, заступник директора ТОВ «Борис», з 2004 р. — президент ТОВ «Борис».
У 2013 році вийшов випуск російського теле-шоу «Битва екстрасенсів» за участю Радуцького. В ньому екстрасенси намагались прочитати думки з його голови.
У 2014—2015 рр. — заступник голови Київської міської державної адміністрації Віталія Кличка.
У минулому — член Вищої Медичної Ради Міністерства охорони здоров'я України.

## Політична діяльність
У 2014 р. — радник голови КМДА Віталія Кличка, який відповідав за сферу охорони здоров'я і соцзахисту населення.
Був обраний народним депутатом від партії «Слуга народу» на парламентських виборах 2019 року, № 18 у списку. Безпартійний.
30 липня 2019 року Президент Володимир Зеленський призначив Радуцького своїм радником (поза штатом). Народний депутат став керівником групи з міжпарламентських зв'язків з Республікою Молдова, керівник групи з міжпарламентських зв'язків з Королівством Таїланд.
29 серпня 2019 року обраний головою комітету з питань здоров'я нації, медичної допомоги та медичного страхування у Верховній Раді України IX скликання. У 2023 році Рух ЧЕСНО визнав роботу комітету, який очолює Радуцький, найбільш прозорою
З 2019 по 2022 рік голосував за законопроєкти, які передбачали реформування парламенту.
У 2020 році указом президента призначений Головою тимчасової робочої групи з питань реформування системи охорони здоров'я.
У 2021 році народний депутат голосував за законодавчу ініціативу, яка визнавала важливість подій Революції Гідності 2013-2014 років, забезпечувала соціальний захист постраждалих учасників та надавала оцінку діям силовиків та органів державної влади. 
У 2023 році урядовий законопроєкт 7457 щодо легалізації медичного канабісу Радуцький підтримав і адвокатував разом з громадським сектором, зокрема "Пацієнтами України". В Україні 60 заводів готові виробляти ліки на основі канабісу.
16 січня 2023 року разом з партнерами Франції та Польщі Радуцький презентував мобільну медичну амбулаторію, яку запланували доставити в Україну.
Подав правку №75 до законопроєкту №8011 з таким текстом:
у разі загибелі або визнання померлою в установленому порядку особи, репродуктивні клітини якої зберігаються, їх зберігання припиняється з подальшою утилізацією
19 жовтня 2023 року голосував за урядовий законопроєкт 8371 у першому читанні, який дозволяє заборонити діяльність релігійних організацій, пов’язаних з державою-агресором. 
25 жовтня 2023 року американські та українські заклади охорони здоров'я підписали два меморандуми про співпрацю. Одним з ініціаторів підписання меморандумів став Радуцький.

## Погляди на медичну сферу
- Вважав, що українцям не підходять європейські протоколи лікування[25].

- Вважав, що Україні підходить модель Бісмарка і стверджує, що президент Зеленський знає як отримати гроші на медицину не збільшуючи податків. Тоді як сама система Бісмарка вимагає високих податків для постачання доступних послуг населенню.[26][відсутнє в джерелі][27]

## Сім'я
Одружений. Дружина — Міла Радуцька. Син – Максим Радуцький (1989 р.н.), власник City Beach Club Kiev.